# Brookdale University Hospital and Medical Center
Brookdale University Hospital and Medical Center (zkráceně BUHMC) je nezisková fakultní nemocnice nacházející se v ulicích Linden Boulevard a Rockaway Parkway ve východní části newyorského obvodu Brooklyn. Počátky nemocnice sahají do roku 1910, kdy místní obyvatelé začali pracovat na budování neziskové komunitní nemocnice. Nemocnice byla otevřena roku 1921 a v té době se zde nacházelo 75 lůžek. Původní název byl Brownsville and East New York Hospital, roku 1932 byla nemocnice přejmenována na Beth El Hospital. Později byla nemocnice ještě několikrát přejmenována, nejprve roku 1963 na The Brookdale Hospital Center a roku 1971 na The Brookdale Hospital Medical Center.